# Regnellidium
Regnellidium és un gènere monotípic de falgueres dins la família Marsileaceae.
És l'únic gènere de falgueres que té cèl·lules lactíferes que produeixen làtex.
L'única espècie actualment viva és l'aquàtica Regnellidium diphyllum i és planta nativa del sud-est del Brasil i zones adjacent de l'Argentina. És similar a les espècies del gènere Marsilea, però té dues fulles lobulades (en lloc de quatre). Aquesta falguera de vegades es cultiva en aquaris.